# Чугул
Острів Чугул (рос. Чугул) — невеликий незаселенний острів, що розташований у центрі Андреянівських островів Алеутських островів Аляски. Розташований острів між островами Адак і Атка. До сусідніх островів належать Ігіткін і Тагалак. Довжина острова 7,5 км і ширина - 5,7 км. Максимальна висота над рівнем моря 118 м.

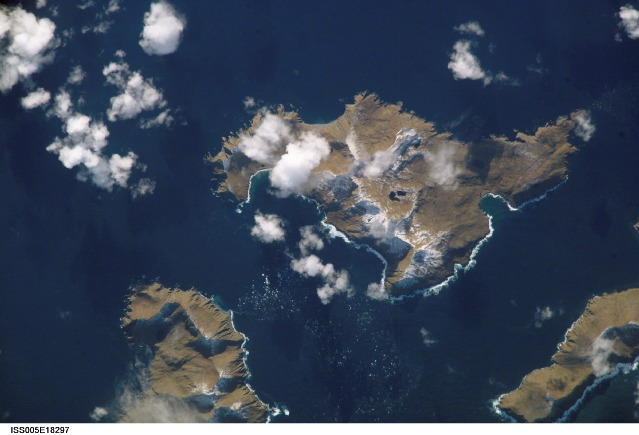
Острів Чугул (фото НАСА)